# Sebastião Lima Duarte
Dom Sebastião Lima Duarte (Carutapera, 3 de abril de 1964), é um bispo católico brasileiro. É bispo da Diocese de Caxias do Maranhão, no estado do Maranhão.
Ordenado presbítero em 1991, era vigário geral da Diocese de Zé Doca quando foi nomeado bispo diocesano de Viana em julho de 2010. Recebeu a ordenação episcopal no dia 18 de setembro de 2010 das mãos de Dom Carlo Ellena, Dom José Belisário da Silva e Dom Xavier Gilles de Maupeou d’Ableiges. Sua posse como bispo diocesano de Viana ocorreu em 25 de setembro desse mesmo ano.